# Exechia bifurcata
Exechia bifurcata är en tvåvingeart som beskrevs av Fisher 1934. Exechia bifurcata ingår i släktet Exechia och familjen svampmyggor.
Artens utbredningsområde är New York. Inga underarter finns listade i Catalogue of Life.